# Juan Carlos de la Mota
Juan Carlos de la Mota (San Juan, Argentina, 13 de agosto de 1924 - 12 de febrero de 2011) fue un escultor argentino, miembro de la Academia Nacional de Bellas Artes,y ganador de un Premio Konex en 1982 por escultura figurativa. De la Mota trabajaba en mármol, granito, piedra, metal y madera.

## Biografía
Juan Carlos de la Mota nació el 13 de agosto de 1924 en la Provincia de San Juan, Argentina. Realizó sus estudios en la Escuela de Bellas Artes de la Universidad Nacional de Cuyo, donde fue alumno de Gómez Cornet. En 1946 la universidad le entregó el Premio Universitario.Trabajó como docente en Universidad Nacional de Tucumán.Luego de ganar la beca del Fondo nacional de las Artes vivió un tiempo en la ciudad de Londres, Inglaterra, para formarse como escultor.En 1978 fue nombrado Profesor Titular en la cátedra de Escultura de la Facultad de Artes de la Universidad de Cuyo.Trabajó como ayudante en la construcción del monumento a José de San Martín y Bernardo O´Higgins en la Ciudad de Mendoza. También trabajó con Spilimbergo.
Fue profesor de escultura en la Escuela Panamericana de Arte y en la Escuela Nacional de Bellas Artes Prilidiano Pueyrredón en CABA.
Falleció el 12 de febrero de 2011.

## Premios y reconocimientos
- Premio Único, Club Universitario de Cuyo, 1947.[12]
- Primer Premio Escultura, Sociedad Dante Alighieri, provincia de Mendoza, 1948.[12]
- Primer Premio de Escultura, Salón Municipal de la ciudad de Mendoza, 1949.[12]
- Primer Premio Salón del Norte, provincia de Santiago del Estero, 1951.[12]
- Tercer Premio del Salón de la provincia de Tucumán, 1952.[12]
- Tercer Premio Salón de Mar del Plata, 1953.[12]
- Primer Premio Salón Regional de la provincia de San Juan, 1954.[12]
- Segundo Premio Salón de Cuyo, provincia de Mendoza, 1956.[12]
- Segundo Premio del Salón provincial de Córdoba, 1960.[12]
- Ganador de la beca otorgada del Fondo Nacional de las Artes para investigación artística en Inglaterra, 1966.[8][11][12][12]
- Tercer Premio Salón Nacional de la provincia de Tucumán, 1958.[11][12]
- Primer Premio Salón de Cuyo, provincia de Mendoza, 1959.[8][11][12]
- Primer Premio Salón de la provincia de Córdoba, 1962.[8][11][12]
- Primer Premio de la Provincia de Santa Fé, 1968.[8][11][12]
- Primer Premio de Grabado Antonio Berni por La próxima vedette, 1968.[8][11][12]
- Primer Premio Salón Nacional de Escultura, 1972.[8][11][12]
- Premio Bienal de Tres Arroyos, 1972.[8][11][12]
- Gran Premio de Honor del Salón Cinzano de la provincia de Mendoza, 1972.[8][11][12]
- Premio Konex, Diploma al Mérito, Escultura figurativa, 1982.[8][11][12]
- Primer Premio Nacional del Salón de la provincia de Santa Fe, 1988.[8][11][12]
- Primer Premio Nacional de Escultura de Buenos Aires por su escultura El abrigo de pieles, 1988.[8][11][12]
- Primer Premio Salón Municipal de Artes Visuales, Museo Eduardo Sívori, Buenos Aires, 1998.[8][11][12]
- Gran Premio de Honor del Salón Nacional de la provincia de Buenos Aires, 1988.[8][11][12]